# Padroado espanhol
Padroado espanhol foi uma instituição firmada entre a Igreja Católica e os Reis Católicos durante o período dos Descobrimentos. Estabelecido a partir de uma série de bulas pontíficias promulgadas pelo Papa, o Padroado concedia à monarquia espanhola a responsabilidade de administrar as atividades e instituições religiosas em seus domínios coloniais.
Durante o mesmo período, a Igreja concedeu privilégio semelhante à Coroa Portuguesa, denominado de Padroado português. Ao conjunto dos Padroados concedidos aos Impérios Ibéricos, se usa o termo Padroado Real. No período da União Ibérica, os dois padroados se fundiram em um só, formando o Padroado Luso-castelhano, que se encerraria após a Guerra da Restauração.